# Bill Hartley
Bill Hartley, właśc. William John Hartley (ur. 27 czerwca 1950) – brytyjski lekkoatleta, płotkarz i sprinter, mistrz Europy z 1974.
Specjalizował się w biegu na 400 metrów przez płotki. Jako reprezentant Anglii zdobył srebrny medal w sztafecie 4 × 400 metrów (w składzie: Alan Pascoe, John Wilson, Andy Carter i Hartley) oraz zajął 6. miejsce w biegu na 400 metrów przez płotki na Igrzyskach Brytyjskiej Wspólnoty Narodów w 1974 w Christchurch.
Zdobył złoty medal w sztafecie 4 × 400 metrów (która biegła w składzie: Glen Cohen, Hartley, Pascoe i David Jenkins) na mistrzostwach Europy w 1974 w Rzymie, a w biegu na 400 metrów przez płotki odpadł w półfinale.
Jako reprezentant Anglii odpadł w półfinale biegu na 400 metrów przez płotki na Igrzyskach Wspólnoty Narodów w 1978 w Edmonton. Odpadł w eliminacjach terj konkurencji na mistrzostwach Europy w 1978 w Pradze.
Był mistrzem Wielkiej Brytanii (AAA) w biegu n 400 metrów przez płotki w 1975, wicemistrzem w tej konkurencji w 1974 i 1980 oraz brązowym medalistą w 1973. Był również mistrzem Wielkiej Brytanii (UK Championships) na tym dystansie w 1978 i 1981 oraz wicemistrzem w 1980.
Rekord życiowy Hartleya w biegu na 400 metrów przez płotki wynosił 49,65 s; został ustanowiony 2 sierpnia 1975 w Londynie.
Przez pewien czas jego żoną była Donna Hartley, brytyjska lekkoatletka, trzykrotna olimpijka i medalistka igrzysk olimpijskich w 1980 w Moskwie.